# Richard von Berendt (General, 1833)
Karl Gustav Richard Berendt, seit 1896 von Berendt  (* 18. November 1833 in Breslau; † 19. Oktober 1900 in Charlottenburg) war ein preußischer Generalmajor.

## Leben

### Militärkarriere
Im Verlauf seiner Militärlaufbahn in der Preußischen Armee nahm Berendt 1870/71 am Krieg gegen Frankreich teil und wurde mit beiden Klassen des Eisernen Kreuzes ausgezeichnet.
Vom 13. Mai 1880 bis zum 14. Oktober 1888 war er Kommandeur des Brandenburgischen Fußartillerie-Regiments Nr. 3 (General-Feldzeugmeister). Anschließend wurde Berendt in Genehmigung seines Abschiedsgesuches als Generalmajor mit der gesetzlichen Pension zur Disposition gestellt.
Kaiser Wilhelm II. erhob Berendt am 18. Januar 1896 in den erblichen preußischen Adelsstand.

### Familie
Berendt hatte sich am 6. Mai 1861 in Neisse mit Marie Helene Luise Zerboni (* 1841) verheiratet. Aus der Ehe gingen drei Kinder hervor:
- Margarete Marie Luise Elfriede Wilhelmine (* 1862)
- Richard Gustav Adolf (1865–1953), deutscher General der Artillerie
- Gertrud Marianne (* 1866)